# 桜が丘 (名古屋市)
- 日本 > 愛知県 > 名古屋市 > 千種区 > 桜が丘
- 日本 > 愛知県 > 名古屋市 > 名東区 > 桜が丘

桜が丘（さくらがおか）は、愛知県名古屋市千種区および名東区の地名。丁目は設定されていない。住居表示未実施。

## 地理
名古屋市千種区桜が丘は区東端部に位置する。東は名東区、西は田代町字鹿子殿・井上町、北は名東区、南東は星ケ丘に接する。

## 歴史

### 地名の由来
1921年（大正10年）頃東邦ガス社長であった岡本桜が購入した付近一帯3万坪を、1928年（昭和3年）、土地区画整理を行い、岡本桜の人名にちなみ桜の木を多数植え、桜ヶ丘と称したことによるという。

### 沿革
- 1976年（昭和51年）10月3日 - 千種区田代町・猪高町大字一社の各一部を編入し、同区桜が丘として成立[1]。
- 1977年（昭和52年）1月23日 - 田代町・猪高町大字猪子石の各一部を編入する[1]。また、同時に名東区猪高町大字猪子石の一部より同区桜が丘が成立する[4]。
- 2005年（平成17年）9月5日 - 千種区田代町字瓶杁の一部を編入する[WEB 8]。

## 世帯数と人口
2019年（平成31年）1月1日現在の世帯数と人口は以下の通りである。
| 区     | 町丁   | 世帯数  | 人口    |
| ------ | ------ | ------- | ------- |
| 千種区 | 桜が丘 | 654世帯 | 1,396人 |

### 人口の変遷
国勢調査による人口の推移
| 1980年（昭和55年） | 1,099人 | [ 5 ]      |  |
| 1985年（昭和60年） | 997人   | [ 5 ]      |  |
| 1990年（平成2年）  | 890人   | [ 6 ]      |  |
| 1995年（平成7年）  | 895人   | [ 7 ]      |  |
| 2000年（平成12年） | 643人   | [ WEB 9 ]  |  |
| 2005年（平成17年） | 891人   | [ WEB 10 ] |  |
| 2010年（平成22年） | 1,028人 | [ WEB 11 ] |  |

## 学区
市立小・中学校に通う場合、学校等は以下の通りとなる。また、公立高等学校に通う場合の学区は以下の通りとなる。
| 区     | 番・番地等 | 小学校                   | 中学校                 | 高等学校 |
| ------ | ---------- | ------------------------ | ---------------------- | -------- |
| 千種区 | 全域       | 名古屋市立星ヶ丘小学校   | 名古屋市立東星中学校   | 尾張学区 |
| 名東区 | 全域       | 名古屋市立平和が丘小学校 | 名古屋市立猪子石中学校 | 尾張学区 |

## 施設
- 愛知淑徳中学校・高等学校[2]
- 愛知淑徳短期大学[2]
- 愛知淑徳大学星が丘キャンパス
- 曹洞宗観音寺[2]
- 名古屋市千種土木事務所[2]
- NTT名古屋統制無線中継所[2]
- 東邦ガス星ケ丘営業所
- 名古屋星丘郵便局

## 交通
- 東山通（愛知県道60号名古屋長久手線）

## その他

### 日本郵便
- 集配担当する郵便局は以下の通りである[WEB 14]。

| 区     | 町丁   | 郵便番号 | 郵便局     |
| ------ | ------ | -------- | ---------- |
| 千種区 | 桜が丘 | 464-0025 | 千種郵便局 |
| 名東区 | 桜が丘 | 465-0096 | 名東郵便局 |

### WEB
1. 1 2  “愛知県名古屋市千種区の町丁・字一覧”.   人口統計ラボ. 2016年1月29日閲覧。
2. 1 2  “愛知県名古屋市名東区の町丁・字一覧”.   人口統計ラボ. 2016年1月29日閲覧。
3. 1 2  “町・丁目(大字)別、年齢(10歳階級)別公簿人口(全市・区別)”.   名古屋市 (2019年1月23日). 2019年1月23日閲覧。
4. 1 2  “郵便番号”.  日本郵便. 2019年1月6日閲覧。
5. 1 2  “郵便番号”.  日本郵便. 2019年1月6日閲覧。
6. ↑  “市外局番の一覧”.   総務省. 2019年1月6日閲覧。
7. ↑  名古屋市役所市民経済局地域振興部住民課町名表示係 (2015年10月21日). “千種区の町名一覧”.   名古屋市. 2016年1月29日閲覧。
8. ↑  名古屋市役所市民経済局地域振興部住民課町名表示係 (2013年6月6日). “千種区の一部で町名・町界変更を実施(平成17年9月5日実施)”.   名古屋市. 2016年2月5日閲覧。
9. ↑  名古屋市役所総務局企画部統計課統計係 (2005年7月1日). “（刊行物）名古屋の町(大字)・丁目別人口 (平成12年国勢調査) (8)千種区(第1表から第3表)” (xls). 2015年10月15日閲覧。
10. ↑  名古屋市役所総務局企画部統計課統計係 (2007年6月27日). “（刊行物）名古屋の町(大字)・丁目別人口 (平成17年国勢調査) (8)千種区(第1表から第3表）” (xls). 2015年10月15日閲覧。
11. ↑  名古屋市役所総務局企画部統計課統計係 (2012年4月22日). “（刊行物）名古屋の町(大字)・丁目別人口 (平成22年国勢調査) (8)千種区(第1表から第3表）” (xls). 2015年10月15日閲覧。
12. ↑  “市立小・中学校の通学区域一覧”.   名古屋市 (2018年11月10日). 2019年1月14日閲覧。
13. ↑  “平成29年度以降の愛知県公立高等学校（全日制課程）入学者選抜における通学区域並びに群及びグループ分け案について”.   愛知県教育委員会 (2015年2月16日). 2019年1月14日閲覧。
14. ↑  郵便番号簿 平成29年度版 - 日本郵便. 2019年01月06日閲覧 (PDF)

### 書籍
1. 1 2 3  名古屋市計画局 1992, p. 731.
2. 1 2 3 4 5 6 7  「角川日本地名大辞典」編纂委員会 1989, p. 1466.
3. ↑  「角川日本地名大辞典」編纂委員会 1989, p. 604.
4. ↑  名古屋市計画局 1992, p. 867.
5. 1 2  名古屋市総務局統計課 1986, p. 16.
6. ↑  名古屋市総務局企画部統計課 1991, p. 6.
7. ↑  名古屋市総務局企画部統計課 1996, p. 7.

### 統計資料
- 名古屋市総務局統計課 編『昭和60年国勢調査 名古屋の町・丁目別人口（昭和60年10月1日現在）』名古屋市役所、1986年。
- 名古屋市総務局企画部統計課 編『平成2年国勢調査 名古屋の町（大字）別・年齢別人口（平成2年10月1日現在）』名古屋市役所、1994年。
- 名古屋市総務局企画部統計課 編『平成7年国勢調査 名古屋の町（大字）・丁目別人口（平成7年10月1日現在）』名古屋市役所、1996年。